# Działoszyce
Działoszyce este un oraș în Polonia.